# Maciej Józef Radziwiłł
Maciej Józef Radziwiłł (ur. 17 września 1842 w Połoneczce, zm. 11 maja 1907 w Konstancy) - polski książę, właściciel dóbr Zegrze, budowniczy pałacu w Jadwisinie, społecznik i filantrop.

## Życiorys
Urodził się w rodzinnym majątku Połoneczka, w rodzinie Konstantego Mikołaja i jego trzeciej żony Adeli Siestrzanek-Karnickiej. Miał przyrodnią siostrę Jadwigę oraz czterech braci: Mikołaja Antoniego, Karola Wilhelma, Konstantego Wincentego i Dominika Marię oraz trzy siostry: Celestynę Marię, Antoninę Marię i Michalinę Marię.
Brak informacji o jego wykształceniu i młodości. Nie brał udziału w powstaniu styczniowym i brak jest informacji z jakiego powodu został na pewien czas zesłany w głąb Rosji. Po powrocie z zesłania ożenił się z Jadwigą Krasińską, która wniosła w posagu majątek Zegrze. Administrował ordynacją nieświeską, która należała do Radziwiłów linii nieświesko-ołyckiej. Prowadził również własny majątek w Połoneczce oraz majątek Zegrze pod Warszawą.
W 1863 Rosjanie rozpoczęli budową fortów obronnych w Zegrzu i Maciej Radziwiłł z rodziną przeniósł się do Jadwisina, gdzie został wybudowany pałac.
Ze środków z wykupu ziemi ufundował kościół w Woli Kełpińskiej. 
W 1869 został honorowym Kawalerem Maltańskim, w 1884 został szambelanem a w 1902 łowczym dworu. Został odznaczony orderem św. Anny 2 klasy oraz orderem św. Stanisława również 2 klasy.
Należał do współorganizatorów w 1899 Towarzystwa Rolniczego w Radomiu i w latach 1900-05 był prezesem Towarzystwa Rolniczego Guberni Warszawskiej. W latach 1900-03 był prezesem Towarzystwa Dobroczynności i wspierał finansowo szkołę pielęgniarską, której w 1905 przekazał lokal przy ul. Szopena 8 w Warszawie.
Maciej Józef Radziwiłł był zapalonym myśliwym, co uwiecznił Julian Fałat na swojej akwareli, i brał udział w polowaniach organizowanych w Nieświeżu i Dawidgródku.
W związku małżeńskim z Jadwigą z Krasińskich miał ośmioro dzieci: Krzysztof, Stanisław i Konstancja zmarłe w dzieciństwie oraz: Albert, Dorota, Maciej Mikołaj, Franciszek Pius, Jadwiga.
Zmarł 11 maja 1907 w Konstancy i pochowany został w kościele w Woli Kiełpińskiej.